# 카르제게
카르제게(Cargeghe, 사르데냐어: Carzèghe)는 이탈리아의 사르데냐 주에 있는 사사리도의 코무네이다. 칼리아리에서 북쪽으로 약 170km, 사사리에서 남동쪽으로 약 9km 떨어져 있다.
카르제게는 다음 코무네와 접한다: 코드롱지아노스, 플로리나스, 무로스, 오실로, 오시.
관광지로는 신석기 시대 무덤인 도무스 데 야나스를 포함한 사르데냐 지방의 네크로폴리스인 엘리게 엔토수, 교구 교회(15~16세기) 및 시골 로마네스크 건축 양식의 산타 마리아 에 콘트라 교회(12세기)가 있다.